# Carillon de Berlin
Pour les articles homonymes, voir Carillon (homonymie).

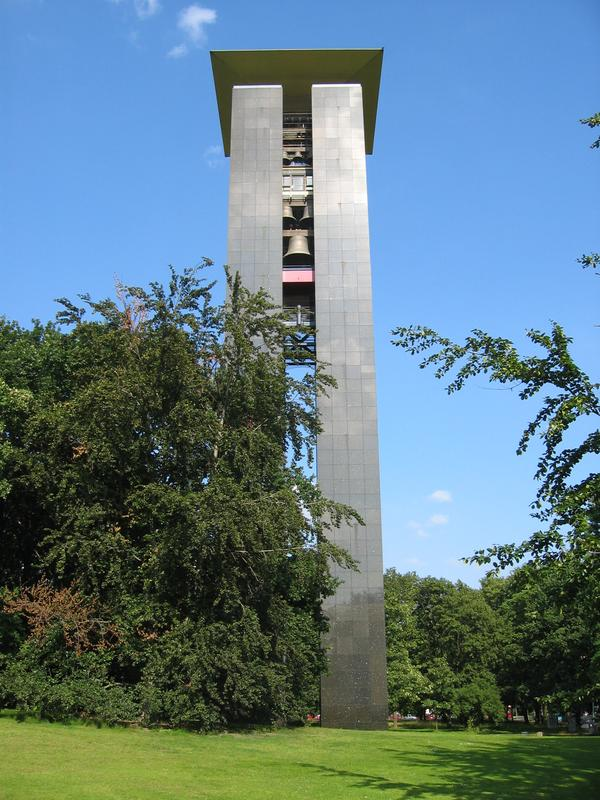
Carillon de Berlin

Le carillon de Berlin est un carillon situé dans le quartier Tiergarten de Berlin, à proximité de la Maison des Cultures du Monde (Haus der Kulturen der Welt, jadis la Salle des Congrès), près de la chancellerie, dans le großer Tiergarten, approximativement au même endroit où se trouvait l'opéra Kroll.
La tour du carillon est constituée de quatre colonnes regroupées en carré, mesurant 42 mètres de haut et recouvertes de larvikite,. Les plans de la tour ont été conçus par les architectes Dietrich Bangert, Bernd Jansen, Stefan Scholz et Axel Schultes. Possédant 68 cloches couvrant cinq octaves et demie, il s'agit du quatrième plus gros carillon du monde. La plus grosse de ses cloches pèse 7,8 tonnes.
Le carillon fut offert en 1987 par Daimler-Benz et Edzard Reuter à l'occasion du 750e anniversaire de la ville de Berlin. Sa tour devait rappeler les carillons historiques de la église paroissiale de Berlin et de l'église de la Garnison de Potsdam, tous deux détruits lors de la Deuxième Guerre mondiale.
Tous les dimanches de mai à septembre, ainsi qu'à certains jours fériés, le carillonneur Jeffrey Bossin y joue des morceaux de plusieurs compositeurs et d'époques diverses, adaptés aux carillons. Pour cela, il prend place dans une cabine en haut de la tour et actionne les battants à l'aide de ses pieds et de ses poings. Des visites guidées ont également lieu à la fin des concerts. D'autre part, le carillon est joué automatiquement par un ordinateur tous les jours à midi et dix-huit heures.